# 치크니 차멜리
"치크니 차멜리"(Chikni Chameli)는 2012년 개봉된 인도의 액션 영화인 《아그니파스》의 노래다.
2011년 12월 15일 첫 공개가 되었고, 영상에서 주인공인 카트리나 카이프와 함께 리틱 로샨과 산자이 더트 등이 출연했다. 노래는 가수 슈레야 고샬이 불렀다.